# Ігнатьєва Ірина Анатоліївна
Ігнатьєва Ірина Анатоліївна (нар. 5 липня 1970, Київ) — доктор економічних наук, кандидат технічних наук, професор. Професор кафедри маркетингу та управління бізнесом Національного університету «Києво-Могилянська академія»,  Лауреат Державної премії в галузі науки і техніки.

## Біографія та наукова діяльність
У 1988 році вступила до Київського технологічного інституту легкої промисловості, який закінчила у 1993 році за спеціальністю «економіка та управління підприємствами легкої та текстильної промисловості».

Працювала у Державній академії легкої промисловості України (сучасний Київський національний університет технологій та дизайну). З 1993 — асистентом кафедри економіки та управління, 1996 року — старшим викладачем цієї ж кафедри.
У 1997 році захистила кандидатську дисертацію на здобуття наукового ступеня кандидата технічних наук на тему: «Управління процесами оновлення продукції».

1998—2006 — доцент кафедри менеджменту Київського національного університету технологій та дизайну.

У 2006 році захистила дисертацію на здобуття наукового ступеня доктора економічних наук на тему: «Методологічні основи стратегічного управління промисловими підприємствами».

2006—2008 — професор кафедри менеджменту Київського національного університету технологій та дизайну, завідувачка кафедри менеджменту зовнішньоекономічної діяльності Київського гуманітарного інституту.

2008—2014 — завідувачка кафедрою менеджменту сфери послуг Київського національного університету технологій та дизайну. 2011—2014 — декан факультету економіки та бізнесу Київського національного університету технологій та дизайну.

2014—2016 проректор з науково-педагогічної роботи Київського національного університету технологій та дизайну.

2016—2017 — заступник директора з інноваційної роботи Науково-дослідного інституту соціально-економічного розвитку міста.

З вересня 2017 року — професор кафедри маркетингу та управління бізнесом Національного університету «Києво-Могилянська академія».

Член редакційної колегії міжнародного журналу «Modern Science — Moderní věda» (Прага, Чехія).

## Наукові праці
Автор понад 160 наукових праць, у тому числі монографій, підручників та навчальних посібників з грифом Міністерства освіти і науки України у тому числі:
- підручників 6
- навчальних посібників 2
- монографії — 9
- статті:114
- у наукових фахових виданнях 45
- у наукометричній базі даних «SCOPUS» 2,
- в інших міжнародних базах даних 15.

Обрані публікації:
- Стратегічний менеджмент: теорія, методологія, практика. К., 2005
- Методологічні підходи щодо формування концептуальної моделі стратегічного управління промисловим підприємством // Економіка і держава. 2006. № 2
- Стратегічний менеджмент: Підруч. К., 2008; Інноваційні підходи до прогнозування збалансованого стратегічного потенціалу промислових підприємств. К., 2008 (співавт.)
- Волокнисті матеріали та вироби легкої промисловості з прогнозованими бар'єрними медико-біологічними властивостями//Прогнозування конкурентного потенціалу розвитку підприємств легкої промисловості: Монографія Ч.1, Ч2. / С. М. Березненко, В. І. Власенко, І. А. Ігнатьєва та ін. — Київ, КНУТД , 2014. — 404 с., 220 с.
- Розробка методичного підходу з формування проектів інвестиційних бізнес-планів розвитку підприємств легкої промисловості з урахуванням орієнтирів структурно-інноваційної політики: Монографія / за заг. ред. д.е.н. І. А. Ігнатьєва. — Київ, КНУТД , 2014. — 600 с.

## Нагороди і відзнаки
2012 — нагороджена Почесною грамотою Міністерства освіти та науки України. 2014 — Лауреат Державної премії в галузі науки і техніки за колективну роботу «Волокнисті матеріали та вироби легкої промисловості з прогнозованими бар'єрними медико-біологічними властивостями».